# Brantigny
Brantigny – miejscowość i gmina we Francji, w regionie Grand Est, w departamencie Wogezy.
Według danych na rok 1990 gminę zamieszkiwało 151 osób, a gęstość zaludnienia wynosiła 50 osób/km² (wśród 2335 gmin Lotaryngii Brantigny plasuje się na 894. miejscu pod względem liczby ludności, natomiast pod względem powierzchni na miejscu 1173.).